# SASカーゴ・グループ
SASカーゴ・グループ（SAS Cargo Group）はスカンジナビア航空（SAS）の子会社であり、スカンジナビア航空とブルーワンの航空貨物を取り扱っている。2001年に設立され、デンマーク、ノルウェー、スウェーデンに子会社を持つ。

## 保有機材

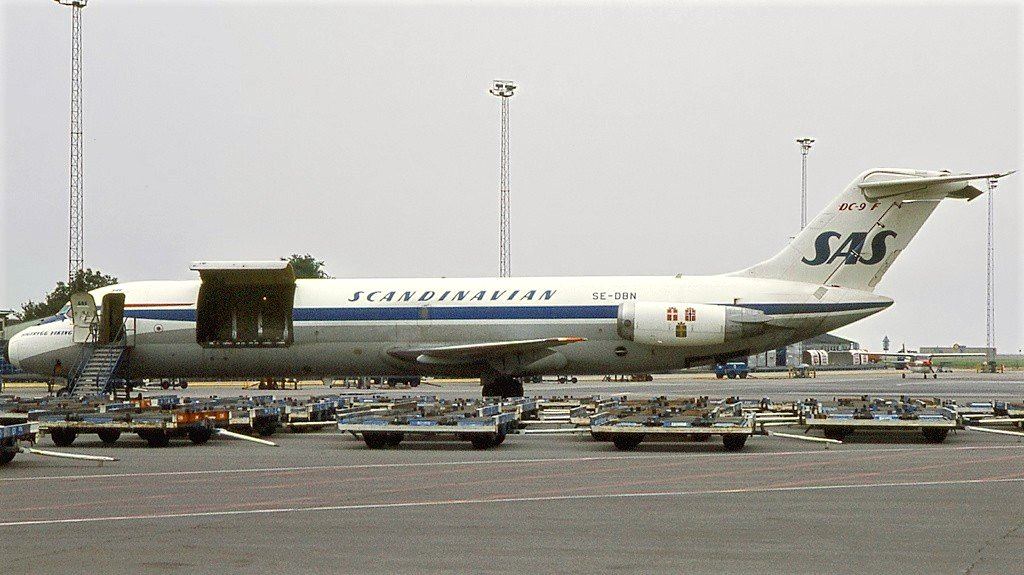
SASカーゴのDC-9F

- エアバスA319
- エアバスA320
- エアバスA321
- エアバスA330-300
- エアバスA340-300
- ボーイング737
- CRJ900[1]

## 就航路線
100以上の路線に就航している。就航路線の約半数はスカンジナビア半島であり、それ以外の路線はヨーロッパが多い。